# نژادهای شتر در ایران
نژادهای شتر در ایران عبارتند از نژادهای زیر:

## شتر ترکمن
شتر یک‌کوهانه با جثه‌ای قوی است که جزو شتران شیری می‌باشد بیشتر در منطقه ترکمن صحرا، گرگان و گنبد و شمال استان خراسان شمالی پراکنده‌اند و جمعیت آن در حدود ۳۳۰۰ نفر می‌باشد.
شتر ترکمنی از لحاظ سواری نیز مورد استفاده قرار می‌گیرد حد متوسط بار برای شترهای متوسط‌الجثه
۱۴۰ کیلوگرم است که می‌تواند آن را روزانه تا مسافت ۳۵-۴۵ کیلومتر حمل کند. ترکمن‌ها شتر را به
اسامی متفاوتی می‌خوانند :بارگار، ارونا، لوک، مایا، کایونف بلخی، نرجا و غیره. رنگ شتر تر کمن
معمولاً از قهوه‌ای روشن تا قهوه‌ای تیره‌است. پشم آن تا حدودی مجعد است که این صفت آن را از سایر
شترها متمایز می‌سازد. در گذشته‌های نه چندان دور، تجار شتر آذربایجانی به منطقه ترکمن صحرا
می‌رفتند و این شترها را از ترکمن‌ها می‌خریدند و به شاهرود و سایر شهرها می‌بردند. به همین جهت
است که تعداد اندکی از این شترها در آذربایجان شرقی نیز دیده شده‌اند. پشم شتر ترکمن را هر سال
در بهار می‌چینند و پشم چینی کار مردان ترکمن است. براساس آمار اداره کشاورزی گنبد کاووس
تعداد شتران ترکمن در حدود ۳۰۰۰ نفر بوده‌است که از این تعداد ۱۰۰۰ نفر در حومه گنبد کاووس و ۱۳۰۰ نفر در مراوه تپه و هفتصد نفر در «داشلی برون» بوده‌است. در طی بررسی‌هایی که
گوکلانی (۱۳۶۶) بر روی شتر ترکمن نموده‌است اظهار می‌دارد که اسدیته شیر این شتران (۲۱٪) وزن مخصوص
آن (۱۰۳۱) میزان چربی آن (۱۶٫۴٪) میزان لاکتوز (۲۴٫۴٪) ماده خشک (۳۸٫۱۲٪) خاکستر (۷۷٪) و
پروتئین (۹٫۲٪) بوده‌است. میانگین طول بدن شتران ترکمن ۱۴۵ سانتی‌متر و میانگین ارتفاع بدن
۱۷۵ سانتی‌متر، و میانگین دور سینه ۱۸۹ سانتی‌متر و میانگین عمق سینه ۸۳ سانتی‌متر و میانگین تولید
سالیانه کرک در حدود دو کیلوگرم و میانگین لاشه کشتار شده ۱۸۷ کیلوگرم و میانگین وزن دیلاقهای
متولد شده ۲۳ کیلوگرم است. پرورش شتر ترکمنی عمدتاً در مناطق گمیشان، بندر ترکمن،
آق قلا، گنبد ومراوه تپه صورت می‌گیرد به‌طوری‌که نام یکی از طوایف و تیره‌های مهم ترکمنان، از شاخهٔ آتابای ایل یموت، دوجی یا دیه‌جی است که در قدی به حرفه شترداری می‌پرداخته‌اند.

## شتر بلوچی
این شتران جزو نژاد گوشتی-شیری هستند و در سطح استان سیستان و بلوچستان مخصوصاً اطراف زاهدان، خاش، ایرانشهر و چابهار پراکنده‌اند، این شتران کم پشم هستند و جهت بارکشی و سواری نیز از آن‌ها استفاده می‌شود و بسیاری از کالاهای قاچاق توسط این حیوان بین مرزنشینان دو کشور ایران و پاکستان رد و بدل می‌گردد. با توجه به اینکه قیمت شتر در این منطقه پایین‌تر از قیمت آن در بسیاری از استان‌های دیگر است به همین جهت بسیاری از تجار چوبدار اقدام به خرید این شتران نموده و جهت کشتار، این شتران را به استان‌های خراسان جنوبی، اصفهان و یزد، تهران و قم و سمنان می‌برند. این نژاد معمولاً قهوه‌ای رنگ و از تیپ جماز است.

## شتر بندری
این شتر جزو شتران سواری و بارکش است، که نام‌های رواحیه، جماز، و پرنده نیز نامیده می‌شود این شتران کم پشم، لاغرو بسیار تندرو هستند و ساعتی ۳۵-۴۵ کیلومتر طی طریق می‌کنند. این تیپ شتران بیشتر در استانهای هرمزگان، کرمان، بوشهر و جنوب استان هرمزگان پراکنده شده‌اند. شترهای بندری سبک‌وزن (نر بالغ حدود ۶۰۰ و ماده بالغ حدود ۴۰۰ کیلوگرم) با بدن کشیده و پاهای بلند و استخوان‌های آن‌ها در عین قوی بودن چندان ضخیم نمی‌باشد. سر به‌طور نسبی کوچک پیشانی برجسته، گردن باریک، کوتاه و عضلانی بوده و در محل الصاق به شانه فرم متناسبی دارد. قسمت عقب بدن کوتاه، عضلانی و شیب دار است. رانها فشرده و عضلانی بوده و با مشاهده از عقب زیاد فاصله ندارند. پوست نازک و موهای کوتاه و فشرده دارند.

## شتر کلکوئی

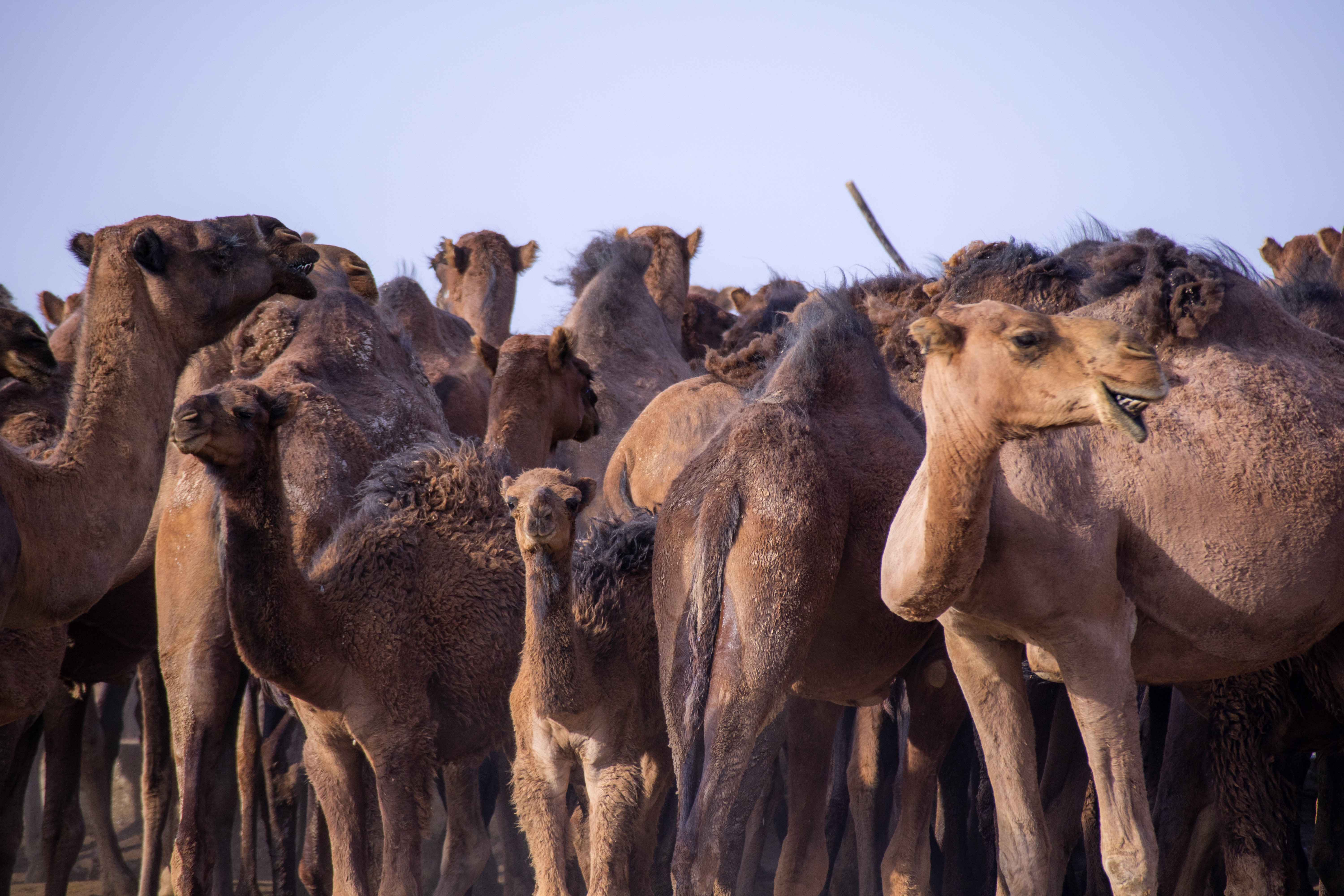
گله شترهای نژاد کلکوئی در حوالی کاروانسرای دیر گچین، پارک ملی کویر

منطقه اصلی محل زیست این شتر استان فارس بوده‌است، و در حدود دویست سال پیش با ایل کلکوئی از فارس به اطراف قم برده شد و هنوز در اطراف قم و تهران وجود دارند. از این شتران قبلاً جهت بارکشی و سواره در ارتش استفاده می‌شد و هنگی به نام شتران جماز وجود داشت که در حقیقت بخش سواری نظام ارتش را تشکیل می‌داد؛ و ایل کلکوئی وظیفه نگهداری این شتران را بر عهده داشت و پس از فروپاشی هنگ شتران جماز و گرایش افراد ایل کلکوئی به شهرنشینی تعداد شتران این ایل روز به روز کاهش گذاشت و اکنون گله‌های پراکنده از این شتران در کویر قم، و مسیله تا دریاچه نمک پراکنده‌اند. وزن نر بالغ ۸۰۰ کیلورم و ماده بالغ حدود ۶۰۰ کیلوگرم است و ارتفاع نرها حدود ۱۸۸۸ سانتی‌متر است و حدود ۱۵۰۰ نفر از این نژاد به‌طور ناخالص وجود دارد.

## شتر مهابادی
این شتر بیشتر در منطقه مهاباد استان اصفهان پراکنده شده‌است. رنگ این شتر عمدتاً قرمز بوده و به شتر سرخ معروفند و به سایر مناطق کشور نیز برده شده‌اند و در جاهای دیگر با تلفظ عامیانه «مهبادی»، مغبادی» «بادی» و غیره معروف است.

## شتر دشتی
این نژاد بیشتر در استان بوشهر و نوار ساحلی خلیج فارس دیده می‌شود. عمدتاً به رنگ سرخ و سیاه بوده و بعضاً در آن‌ها رنگ سفید نیز دیده می‌شود. در بین این توده ژنتیکی شتر شلواری به شتری گفته می‌شود که دارای بالاتنه سرخ و از پهلو و سینه وزیر شکم سفید رنگ است. این شتر از لحاظ تولید پشم حائز اهمیت ودارای موی گوش بلند است و تولید گوشت و شیر بیشتری نسبت به سایر نژادهای موجود در استان دارد. این توده عمدتاً در شهرستان‌های دیر، دشتی وبوشهر وجود دارد.

## شتر زاهدانی
این نژاد در اطراف شهر زاهدان دیده می‌شود و معمولاً زرد رنگ است و از تیپ گوشتی به‌شمار می‌رود و برای پروار بندی مناسب است. این نژاد به استان یزد نیز برده شده‌است.

## شتر چینی
این نوع شتر نیز در استان سیستان وبلوچستان دیده می‌شود و علت تسمیه آن به چینی بدین علت است که منشأ آن کشور چین بود و از طریق افغانستان به ایران آورده می‌شود و برخی از این شترها در هنگام ورود داغی به زبان چینی بر روی صورت و گردن خود دارند. این شترها معمولاً به رنگ قهوه‌ای و از تیپ گوشتی است.

## شتر عربی
این نوع شتر در استان بوشهر دیده می‌شود. معمولاً به رنگ زرد کم رنگ و از تیپ گوشتی و بزرگ جثه می‌باشد. بدن این شتر فاقد پشم است وگوش‌ها نیز مو ندارد وروی لب دارای موهای بلند می‌باشد.

## شتر یزدی
دارای رنگ سیاه تا قرمز ودست و پای کوتاهتر نسبت به سایر نژادهای ایرانی است. تیپ این حیوان بیشتر به نوع گوشتی دارد